# 吉川宏
吉川 宏（よしかわ ひろし、1931年10月13日 - 2009年5月3日）は、日本の国際政治学者。専門は、国際政治学・外交史、特に国民国家の変容・平和論・マスデモクラシー下の外交政策など。北海学園大学名誉教授。

## 略歴
樺太生まれ。1949年各種学校北海学院入学。1950年北海学院廃止に伴い北海短期大学に編入学。1951年北海短期大学卒業。1955年北海道大学法学部卒業。
同年、同法学部助手。1958年新墾藤学園高等学校教諭。1960年北海道学芸大学学芸学部釧路分校講師。1963年北海道教育大学学芸学部釧路分校助教授。1969年北海学園大学法学部教授。1986年同大学院法学研究科教授。2003年北海学園大学退職。同名誉教授。北海学園大学大学院法学研究科非常勤講師（～2005年）

## エピソード
恩師の矢田が非常勤で務めていた北海学園大学法学部「国際政治学」講座の後任として吉川が常勤担当することになった。

## 主要著書
- 久田栄正編『法と政治』（分担執筆、法律文化社、1967年）
- 久田栄正編『憲法と政治』（分担執筆、法律文化社、1970年）
- 『平和への指針 : 戦後平和論についての考察』（泉文堂、1975年）
- ヨーロッパ現代史研究会編『国民国家の分裂と統合』（分担執筆、北樹出版、1988年）
- 『1930年代英国の平和論 : レナード・ウルフと国際連盟体制』（北海道大学図書刊行会、1989年）
- 『国民国家システムの変容 ― トランスナショナル化した世界』（学術出版会、2008年）

## 恩師
- 矢田俊隆
- 尾形典男